# クレイジードールズ
クレイジードールズ（CrazyDolls）とは日本の女性お笑いコンビ。ティーフォースに所属していた。

## 略歴
グラビアアイドル、バラエティタレントなどで別々に活動していた小泉麻衣子（マイキー）、小田原美香（みかちゅう）の二人によって2006年1月に結成。翌2月にはお笑いライブデビューをする。結成のきっかけは、別々に『エンタの神様』（日本テレビ）にピン芸人としてオーディションを受けていたが、スタッフらに『コンビでやってみたら』と言われたことだったという。2006年中には、リナ・アントワネット、葵るこ（現ベルサイユ）、大野仁美（現ちょーちんあんこー）らも在籍していたMPガールズのメンバーだった時もあった。
『エロカワダンス』と自称するダンスを持ち味とし、『Distance』(作詞：小泉麻衣子／作曲：飯島友)というダンス系のオリジナル曲も持っている。
2008年1月5日に行われた対戦型お笑いライブ『TEPPEN.24 テッペン島』（なかの芸能小劇場）では、マイキーが奥野麻衣（つーから）と「まいまイキー」、みかちゅうもまた福田ヒロ（つーから）と『中坊ーず』のそれぞれのスペシャルコンビを組み、この2組で直接対決が行われた（結果はまいまイキーの勝ち）。
2012年3月24日付のブログで、マイキーが無期限の活動休止を発表した。

## 芸風
主なものとして、OLが仕事終わりにクラブで踊る（マイキーが先輩、みかちゅうが後輩）という設定で、『刺激が足りな〜い!』（または『（踊りに）行っちゃ〜う?』など）と言ってOLの制服から、その下に着込んでいたツーピース（セパレート）タイプのセクシー衣装に早変わりし、『ビシ、バシ!刺激を下さい!ビシ、バシ!超感じた〜い』と歌って踊りながら7・7調または7・5調の短い一発ギャグを次々に挟んでいく、といったものがある。この他に『感じる〜』というものの落ちに持っていく、というネタも有る。以前はマイキー → みかちゅうの順番でのネタの流れだったが、その後これの逆の順番でも演じている。なお、このネタの時にBGMとして使っているのは、倖田來未の曲『JUICY』（シングル『4 hot wave』収録）のカラオケである。
また、みかちゅうのお腹の肉がネタにされることもしばしばある（これは『カラダを張ってがんばります!』（GyaOジョッキー）でも同様だった）が、最近ではマイキーのお腹の肉も同様にネタにされている。

## メンバー
- 小泉麻衣子（こいずみ まいこ、1978年6月25日（46歳） - ）

静岡県富士市出身。B87cm、W57cm、H86cm。血液型O型。愛称はマイキーロリババア。主にツッコミ役。
かつてはいわゆるガングロギャルで、ギャル系の雑誌にモデルとして出たこともあった。そのような頃に、CM撮影の現場の横を通った時にスカウトされたのが芸能界入りのきっかけ（本人曰く、内山理名出演のCMだった）で、その次の日にすぐテレビ番組収録の初仕事があったという。その後グラビアアイドルとして活動し、『SDM発!』（フジテレビ）でのユニット「THE SDM」のメンバーとして初レギュラー出演。その他、『中居正広の金曜日のスマたちへ』（TBSテレビ、後ろで赤い服を着て座る）、『内村プロデュース』（テレビ朝日、アシスタント）、『ラブセン!』（TBSテレビ、コーナー出演）などに出演。
パシンペロンはやぶさ（元パシンペロン）とは、同じ静岡県富士市出身同士ということもあり、早房の「ぶっさん会」などを通じて親交がある。倖田來未の大ファンでコンサートには毎度行っている、それに影響され相方も倖田のファンになった。
- 小田原美香（おだわら みか、1982年9月25日（42歳） - ）

神奈川県出身。B80cm、W61cm、H89cm。血液型AB型。愛称はみかちゅう。主にボケ役。
16歳の時に原宿・竹下通りでスカウトされ、芸能界デビュー。かつてはレースクイーン、イベントコンパニオンの活動をしていた経歴がある。
2006年5月3日、甲賀の里忍術村（滋賀県甲賀市甲賀町）で行われた「ミスくの一オーディション」にて「ミスくの一」に選ばれる。
2012年9月に初出産、母親になる。2015年の時点で2児の母親。

## 出演
- カラダを張ってがんばります!（GyaOジョッキー、準レギュラー番組）
- イツザイ（2008年8月16日・9月20日・2009年1月24日、テレビ東京）- 「インディーズ芸人オーディション」キャッチコピーは「エロカーニバル」
- あらびき団（2008年9月17日 - 2010年4月27日まで5回出演、TBSテレビ）
- 『ぷっ』すま （2009年4月21日、テレビ朝日）「リアル神経衰弱!ボケとツッコミ当てまショー」

### 雑誌
- 月刊ENTAME（2008年3月号、徳間書店） - この中でビキニ姿になっている
- みこすり半劇場（2008年7月24日号、ぶんか社）（表紙と「あらびきセクシー芸人図鑑」、4コマ漫画の「あらびきセクシー芸人劇場」）

## 出版
写真集
- eBook〜クレイジードールズ （コアメディア）

DVD
- エロカワダンスVol.4（2007年1月7日発売、ベガファクトリー）

### 参考
- 2006年2月13日付 サンケイスポーツ記事